# Rehab (Ketama126)
| Recensione | Giudizio |
| ---------- | -------- |
| Noisey     | Positivo |
| Rockit     | Negativo |

Rehab è il terzo album del rapper italiano Ketama126, pubblicato il 25 maggio 2018 per le etichette discografiche indipendenti Soldy Music e Asian Fake.

## Descrizione
Ispirato musicalmente, per ammissione dello stesso Ketama, da rapper come XXXTentacion e Lil Peep, Rehab sarebbe la prima parte di un progetto musicale più ampio, il quale avrebbe dovuto avere una seconda parte per l'autunno 2018, anche se poi quest'ultima è stata rimandata a data da definire, come ammesso dal rapper tramite una Instagram story.
In un'intervista per Rolling Stone Italia, Ketama ha lasciato la seguente dichiarazione circa l'album:

## Tracce
Testi e musiche di Piero Baldini, eccetto dove indicato.
1. Angeli caduti – 3:08 (musica: Ketama126, Close Listen, G Ferrari)
2. Rehab – 3:29
3. S.Q.C.S. (feat. Pretty Solero) – 3:42 (testo: Baldini, Sean Michael Loria)
4. Misentomale (feat. Franco126) – 3:59 (testo: Baldini, Federico Bertollini – musica: Ketama126, G Ferrari)
5. Sporco – 3:02
6. Con te – 2:43
7. Lucciole – 2:54
8. Potrei – 3:15

## Formazione
Musicisti
- Ketama126 – voce,  basso
- Generic Animal – chitarra (tracce 2 e 7)
- Pretty Solero – voce aggiuntiva (traccia 3)
- Franco126 – voce aggiuntiva (traccia 4)

Produzione
- Ketama126 – produzione, missaggio, mastering, editing
- Close Listen – co-produzione (traccia 1)
- G Ferrari – co-produzione (tracce 1 e 4)